# Somerville College

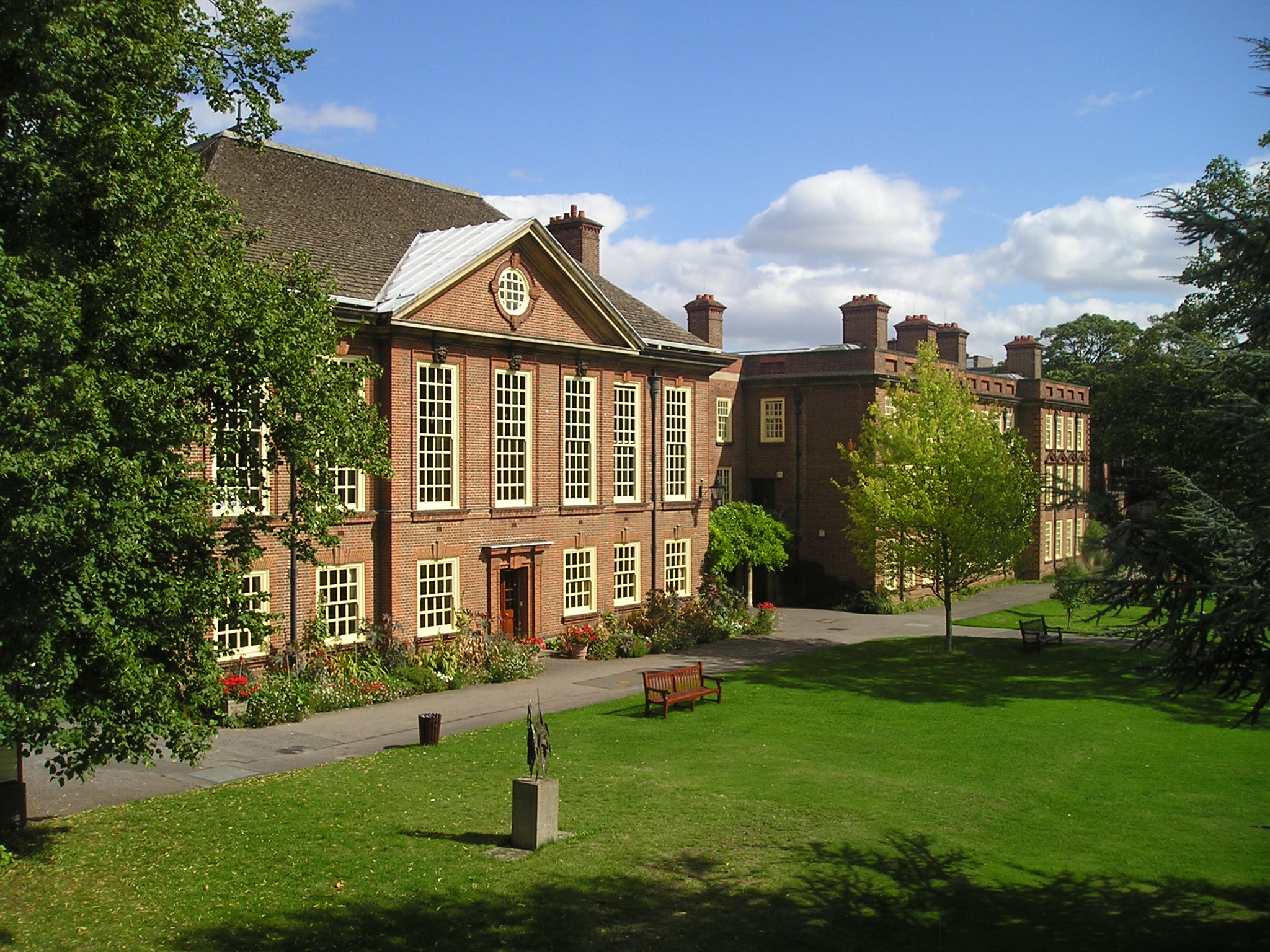
Två av collegets byggnader, The Hall och Maitland, sedda från innergården

Somerville College är ett college vid Oxfords universitet. Det grundades 1879 under namnet Somerville Hall, efter matematikern Mary Somerville, och tog ursprungligen in kvinnliga studenter, utan hänsyn till deras religiösa övertygelser. Colleget har haft sitt nuvarande namn sedan 1894. Det är sedan 1992 öppet för både män och kvinnor. Colleget är beläget i norra Oxford vid Woodstock Road, nära naturvetenskapscampus och universitetsparkerna. 
Somerville College utmärker sig bland Oxfords college genom att ha ett av de största biblioteken, stor variation inom arkitekturstilar och en mer liberal tradition. Denna karaktär kan spåras till dess grundande av socialliberaler som det första colleget i Oxford utan religiös anknytning, där det ursprungligen främst uppstod som ett liberalt alternativ till det strikt anglikanska Lady Margaret Hall. Somerville blev som exempel 1964 ett av de första collegen att hålla portarna öppna nattetid istället för att tvinga studenter att återvända tidigt till sitt boende. Under collegets formella middagar bärs inte akademisk högtidsdräkt.
Somerville är ett av endast tre college i Oxford som tillhandahåller boende på collegets område för alla grundutbildningsstudenter genom hela utbildningen. Colleget har omkring 600 studenter varav mer än en tredjedel kommer från utlandet.
Till de mest berömda studenterna vid Somerville College räknas Margaret Thatcher, Dorothy Hodgkin, Indira Gandhi, Iris Murdoch, Mary Midgley, Philippa Foot, Patricia Churchland, A.S. Byatt, Svava Jakobsdóttir, Margaret Ballinger, Nicole Krauss, Frances Hardinge och Jenny Harrison.